# يان كروغر
يان كروغر (بالألمانية: Jan Krüger)‏ (و. 1973  م) هو مخرج أفلام ألماني، ولد في آخن.

## وصلات خارجية
- جان كروغر على موقع IMDb (الإنجليزية)
- جان كروغر على موقع أول موفي (الإنجليزية)
- جان كروغر على موقع قاعدة بيانات الفيلم (الإنجليزية)
- جان كروغر على موقع كينوبويسك (الروسية)